# Hyllisia minor
Hyllisia minor là một loài bọ cánh cứng trong họ Cerambycidae.